# Гомбас, Пал
Пал Гомбас (венг. Gombás Pál, Гомбаш); 5 июня 1909, Антау, Австро-Венгрия — 17 мая 1971, Будапешт) — венгерский физик-теоретик, педагог, профессор, редактор, член Венгерской академии наук (с 1946), вице-президент академии (1949—1958). Дважды лауреат государственной премии Кошута (1948, 1950).

## Биография
В 1933 году окончил Будапештский университет. Ученик физика, члена-корреспондента Венгерской академии наук Рудольфа Ортвая, у которого позже работал ассистентом.
В 1938—1939 годах читал лекции в альма матер, в 1939—1940 годах — профессор Сегедского университета, в 1940—1944 годах — профессор и директор Института теоретической физики Колошварского университета (ныне Университет Бабеша — Бойяи).
С 1944 года руководил Институтом физики Технического университета в Будапеште, с 1954 года — одновременно, директор Исследовательской группы по теоретической физике Венгерской академии наук.
В 1947 году отправился в США. Преподавал на кафедре физики Нью-Йоркского университета.
Покончил жизнь самоубийством.

## Научная деятельность
Проводил исследования в области статистической теории атомов, ядер и металлов, а также приближенными методами квантовой теории.
Автор работ в области атомной и ядерной физики, квантовой механики.
Создал статистическую теорию вещества под высоким давлением, получив соотношения, связывающие давление и распределение плотности, разработал метод так называемого псевдопотенциала, развил статистическую теорию ядра, исследовал атомные структуры (предложил несколько атомных моделей, в частности статистическую модель атома, учитывающую корреляцию в более совершенную по сравнению с предыдущими).
Самая известная модель этой теории до сих пор упоминается в литературе как модель Томаса-Ферми.
Автор более 130 статей и 12 книг (в том числе посмертно двухтомного справочника по теоретической физике и учебника физики для инженеров).
Редактировал научные журналы Acta Physica, Physics Letters .

## Награды
- Государственная Премия имени Кошута (1948, 1950).